# Jacques-Yves Cousteau
Jacques-Yves Cousteau, född 11 juni 1910 i Saint-André-de-Cubzac, Gironde, Frankrike, död 25 juni 1997 i Paris, Frankrike, var en fransk marinofficer, regissör och oceanograf, pionjär inom dykning och undervattensfotografering. Han var en av CMAS grundare och dess första ordförande.
Han är känd i Frankrike som le commandant Cousteau och i övriga världen som Jacques Cousteau eller Captain Cousteau.

## Tidigt liv
Jacques-Yves Cousteau föddes i Saint-André-de-Cubzac, Frankrike som son till advokaten Daniel Cousteau och Elizabeth Cousteau.
1930 kom Cousteau in på École Navale (flottakademin) i Brest och blev marinofficer i franska flottan 1933 vilket gav honom möjligheten att göra sina första undervattensexperiment. Han tränade för att bli pilot men en allvarlig bilolycka satte stopp för hans flygkarriär. 1936 testade han en ny sorts undervattensglasögon.
1937 gifte han sig med Simone Melchior. Han deltog i andra världskriget och under kriget var han medhjälpare till uppfinnaren Emile Gagnan, och tillsammans konstruerade de 1943 en regulator som reglerade mängden inandningsluft till dykaren baserat på hur hårt dykaren andades. Tidigare versioner av dykutrustning med tuber byggde på principen att dykaren själv slog av och på inandningsluft för varje andetag, eller att en konstant ström luft alltid bubblade ur apparaten. "Aqualungan", som den kallades blev den första kommersiellt gångbara dykutrustningen för sportdykning. Bland de saker som fått honom att utveckla detta var två olyckor med syrgasförgiftning som inträffat med utrustning som återanvände luften, så kallade syrgasrebreathers.
Han var fortfarande marinofficer efter andra världskriget och utvecklade då tekniker för att röja Frankrikes hamnar från minor. Han undersökte även skeppsvrak och gjorde filmen Épaves (skeppsvrak). Filmen fick stor betydelse i ansträngningarna att övertyga den franska flottan att göra hans då fortfarande inofficiella dykarkapsel officiell.

## Utforskningar med Calypso

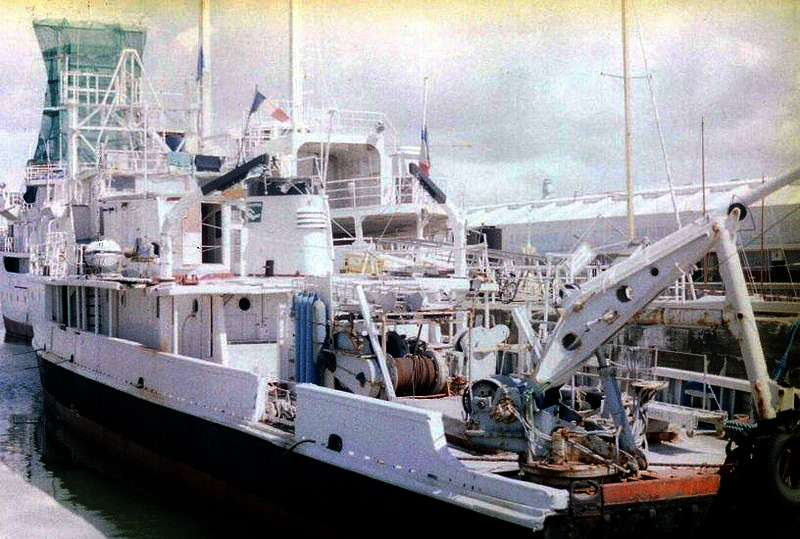
Båten Calypso som Cousteau gjorde en mängd expeditioner med

Calypso hyrdes ut av bankiren Loel Guinness (1906-88) för den symboliska summan en franc om året. Guinness hade köpt fartyget som tidigare tjänstgjort som minröjare och som 1950 gjorde färjetjänst mellan Malta och Gozo.
I Calypso besökte Cousteau med sitt team många intressanta undervattensvärldar om vilka han producerade många böcker och filmer. Han vann tre Oscar för filmerna Den tysta världen (1956), Guldfisken och Värld utan sol (1964) liksom flera andra priser, inklusive Guldpalmen vid Filmfestivalen i Cannes 1956. Han hade också en egen TV-serie som började sändas 1968 och hans arbete fick stor betydelse för populariseringen av marinbiologin.
1976 ledde han den expedition som återfann vraket av fartyget HMHS Britannic på 120 meters djup i Medelhavet.

## Cousteau i populärkulturen
- The Life Aquatic with Steve Zissou från 2004 handlar om en besättning liknande Cousteaus.
- I Dan Browns bok I cirkelns mitt har en av karaktärerna lånat många drag från Cousteau.

## Utmärkelser
Asteroiden 6542 Jacquescousteau

### Ordnar
- Officer av Orden för sjöfartsförtjänster
- Kommendör av Arts et Lettres-orden[10]
- Kommendör av Hederslegionen,  1972[11]
- Storofficer av Nationalförtjänstorden,  19 december 1979[12]
- Storkorset av Nationalförtjänstorden,  1985[13]
- Hederscompanion av Australienorden,  26 januari 1990[14]

### Vetenskapliga priser
- Benjamin Franklin-medaljen
- Founder’s Medal,  1963[15]
- Howard N. Potts-medaljen,  1970[16]

### Övrigt
- Genesis Award
- Société d'Encouragement au Progrès stora guldmedalj
- Hedersdoktor vid Universidad Politécnica de Valencia
- Hedersdoktor vid Kievs nationella universitet
- Hedersdoktor vid Harvard University,  juni 1979[17]
- Hedersdoktor vid Vrije Universiteit Brussel,  1989[18]
- Kataloniens internationella pris,  1991[19]

Redigera Wikidata